# دیوید فرتول
دیوید فرتول (انگلیسی: David Fretwell؛ زادهٔ ۱۸ فوریهٔ ۱۹۵۲) بازیکن فوتبال اهل بریتانیا است.
از باشگاه‌هایی که در آن بازی کرده‌است می‌توان به باشگاه فوتبال نورتویچ ویکتوریا، باشگاه فوتبال ویگان اتلتیک، و باشگاه فوتبال برادفورد سیتی اشاره کرد.